# 法伊茨貝格山 (巴伐利亞前阿爾卑斯山脈)
47°34′30″N 11°58′20″E / 47.57500°N 11.97222°E

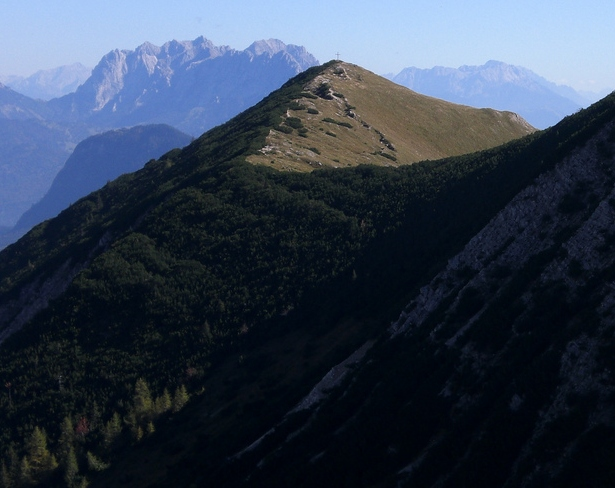

法伊茨貝格山（德語：Veitsberg），是奧地利的山峰，位於該國西部，由蒂羅爾州負責管轄，屬於巴伐利亞前阿爾卑斯山脈中芒法爾山脈的一部分，海拔高度1,787米。